# Un-Thinkable (I'm Ready)
"Un-Thinkable (I'm Ready)" is een nummer van de Amerikaanse zangeres Alicia Keys, dat zal worden uitgegeven als single voor haar vierde studioalbum The Element of Freedom uit 2009. Het nummer bevat achtergrondzang van de Canadese rapper Drake.
Oorspronkelijk was het bedoeld als vierde single voor het album The Element of Freedom, maar de release van de eigenlijke derde single, Put It in a Love Song, werd uitgesteld tot in de zomer. Daarop werd Un-Thinkable (I'm Ready) naar voren gehaald en is dit nu de derde single van The Element of Freedom.
Een remix van het nummer, met rap van Drake, komt te staan op een re-release van The Element of Freedom die in de toekomst zal uitkomen.

## Clip
De clip werd, volgens de officiële Twitter-pagina van Alicia Keys, op 18 april 2010 opgenomen. De clip ging in Amerika op 12 mei in première op VEVO en BET. Wanneer de clip in Nederland uitkomt, is vooralsnog niet bekend.
Drake, die de achtergrondzang deed in het nummer, komt niet in de clip voor. Chad Michael Murray speelt de liefde van Keys in de clip. De clip gaat over de liefde tussen rassen in de jaren 50, 60 en 70. In een scène is Murray in elkaar geslagen door gekleurde jongens, die het niet goed vinden dat hij een relatie met Keys heeft.

## Hitlijsten
In Amerika staat Un-Thinkable op nummer één in de Hot R&B/Hip-Hop Songs-hitlijst, en het is daarmee haar achtste nummer-één-hit in Amerika. In Nederland is het nummer nog niet in de hitlijsten binnengekomen.